# Yves Cordier
Yves Cordier (París, 15 de julio de 1964) es un deportista francés que compitió en triatlón.
Ganó una medalla de oro en el Campeonato Europeo de Triatlón de 1989 y una medalla de bronce en el Campeonato Mundial de Triatlón de Larga Distancia de 1994.

## Palmarés internacional
| Campeonato Europeo | Campeonato Europeo | Campeonato Europeo | Campeonato Europeo |
| Año                | Lugar              | Medalla            | Prueba             |
| ------------------ | ------------------ | ------------------ | ------------------ |
| 1989               | Cascaes (Portugal) | Medalla de oro     | Individual         |

| Campeonato Mundial | Campeonato Mundial | Campeonato Mundial | Campeonato Mundial |
| Año                | Lugar              | Medalla            | Prueba             |
| ------------------ | ------------------ | ------------------ | ------------------ |
| 1994               | Niza (Francia)     | Medalla de bronce  | Individual         |